# Abdulla Shahid
Abdulla Shahid (Malé, 25 de mayo de 1962) es un político de Maldivas que se ha desempeñado como ministro de Relaciones Exteriores de Maldivas desde 2018. Fue presidente de la Asamblea General de las Naciones Unidas entre 2021-2022. Shahid es el primer político maldivo que se convierte en presidente de la Asamblea General.

## Biografía
Abdulla Shahid se incorporó al Ministerio de Relaciones Exteriores en 1984 y completó una licenciatura en ciencias políticas en la Universidad de Canberra, que completó en 1987 con una licenciatura en ciencias (Licenciatura en Ciencias Políticas). En 1990 fue miembro del consejo asesor del presidente Maumoon Abdul Gayoom y fue miembro de este consejo asesor hasta 1994. Mientras tanto, también realizó un posgrado en relaciones internacionales en la Facultad de Derecho y Diplomacia Fletcher de la Universidad de Tufts, que completó en 1991 con una Maestría en Artes (MA). Más recientemente, fue jefe del Departamento de Organizaciones y Conferencias Internacionales del Ministerio de Relaciones Exteriores y, participó en numerosas conferencias de las Naciones Unidas, la Commonwealth of Nations, el Movimiento de los Estados No Alineados, la Asociación de Asia Meridional. para la Cooperación Regional y la Organización para la Cooperación Islámica.
En 1994, Shahid fue designado por el presidente Gayoom como miembro de la Asamblea Constituyente y en 1995 como miembro del parlamento resultante (Majlis). Al mismo tiempo, se convirtió en Secretario Ejecutivo del presidente Gayoom en 1995 y ocupó este cargo durante diez años hasta 2005. En 2000 fue elegido miembro de Majlos por el Partido Democrático de Maldivas (MDP) por primera vez y representó a la circunscripción del atolón de Vaavu (Velidhoo Dhaaira). Entre julio de 2004 y agosto de 2008 volvió a ser miembro de la Asamblea Constituyente, que se ocupó de la redacción de una nueva constitución. En 2005 también fue nombrado ministro de Estado en el Ministerio de Relaciones Exteriores y, tras la renuncia de Ahmed Shaheed el 21 de agosto de 2007, fue nombrado nuevo ministro de Relaciones Exteriores por el presidente Maumoon Abdul Gayoom el 23 de agosto de 2007. Ocupó el cargo de ministro de Relaciones Exteriores hasta el final del mandato del presidente Gayoom el 11 de noviembre de 2008, tras lo cual Ahmed Shaheed lo sucedió en el gobierno del nuevo presidente Mohamed Nasheed. Como ministro de Relaciones Exteriores, también fue miembro del Consejo de Seguridad Nacional.
Tras el final del mandato del presidente Gayoom, Abdulla Shahid desempeñó un papel clave en la transición a la democracia y fue reelegido por el Partido Popular de Maldivas DRP (Partido Dhivehi Rayyithunge) en 2008 y en mayo de 2009 con el 43,26 por ciento de los votos en el distrito electoral de Keyodhoo (Keyodhoo Dhaaira) elegido miembro del parlamento. Como sucesor de Mohamed Shihab, asumió el cargo de Presidente del Parlamento (Majlis) el 28 de mayo de 2009 y ocupó este cargo hasta el 27 de mayo de 2014, tras lo cual Abdulla Maseeh Mohamed lo sucedió. Fue elegido en mayo de 2009 con 42 votos de los 75 diputados. El 15 de abril de 2013, anunció que dejaba el DRP y se reincorporó al MDP el 18 de abril de 2013. Por ello fue reelegido diputado en las elecciones del 22 de marzo de 2014 y representó a la circunscripción de Henveiru-Nord (Henveyru Uthuru Dhaaira) hasta el 1 de noviembre de 2018.
Después de que Ibrahim Mohamed Solih tomara posesión como nuevo presidente el 17 de noviembre de 2018, presentó su nuevo gabinete. Esto incluye a Abdulla Shahid como ministro de Relaciones Exteriores, Mariya Ahmed Didi como ministro de Defensa, Sheikh Imran Abdulla como ministro del Interior e Ibrahim Ameer como ministro de Finanzas. Shahid está casado y tiene dos hijos y una hija.